# Найзаможніші люди України 2012

## Версія ЖурналуForbes
Кількість українських мільярдерів у списку Forbes залишилася такою ж як і минулого 2011 року — вісім осіб. У 2012 році найзаможніша людина в Україні за версією Forbes — Ринат Ахметов, який залишився на 39-му місці в списку Forbes з 16 млрд дол. (за 2010 рік статки Ахметова потроїлися — з 5,2 до 16 млрд дол.) На 255-му місці знаходиться Віктор Пінчук (4,2 млрд дол), на 377-му — Ігор Коломойський (3,0 млрд дол.), на 418-му — Геннадій Боголюбов (2,8 млрд дол.), на 719-му — Костянтин Жеваго (1,8 млрд дол.), на 960-му — Юрій Косюк (1,3 млрд дол.), на 1153-му — Андрій Веревський та Петро Порошенко зі статками по 1 млрд дол.

### Рейтинг Forbes
| №    | Ім'я               | Сфера інтересів             | $ млн у 2012 | $ млн у 2011 | Основні активи, держпосада протягом року |
| 39   | Рінат Ахметов      | металургія, диверсифіковано | 16 000       | 16 000       | ФПГ СКМ, Нардеп від ПР                   |
| 255  | Віктор Пінчук      | металургія, диверсифіковано | 4 200        | 3 300        | ФПГ EastOne                              |
| 377  | Ігор Коломойський  | фінанси, диверсифіковано    | 3 000        | 2 500        | ФПГ Приват                               |
| 418  | Геннадій Боголюбов | фінанси, диверсифіковано    | 2 800        | 2 500        | ФПГ Приват                               |
| 719  | Костянтин Жеваго   | фінанси, диверсифіковано    | 1 800        | 2 400        | ФПГ Фінанси та Кредит                    |
| 960  | Юрій Косюк         | харчпром                    | 1 300        | 1 500        | MHP                                      |
| 1153 | Андрій Веревський  | будпромисловість, харчпром  | 1 000        | 1 100        | Kernel Holding S.A.                      |
| 1153 | Петро Порошенко    | харчпром, диверсифіковано   | 1 000        | -            | Roshen                                   |

## Версія ЖурналуForbes Україна[3][4]
У квітні 2012 року опублікував свій другий рейтинг найзаможніших українців журнал Forbes Україна. До рейтингу не ввійшли деякі визначні постаті, які не мають українського громадянства, але мають значні бізнес-інтереси в Україні: росіянин Вадим Новинський (російський партнер Ріната Ахметова); американці Олександр Ровт (родом з Мукачева), Майкла Дон та Бені Ґолані (ресторанний бізнес), Дейвід та Деніел Свір (агробізнес), Роберт Кьоніг (диверсифікований бізнес), Джед Санден (медіамагнат) та Джосеф Лем'єр (радіо та інтернет-медіа, нерухомість); грек Леонід Юрушев (родом з донеччини); поляк Єжи Конік (диверсифікований бізнес) та поляк/канадець Богдан Батрух (кінопрокат); індійський британець Мохаммад Захур (медіамагнат); чех Томаш Фіала (Dragon Capital), німець Фалк Небігер (диверсифікований бізнес); та шведи Йохан Боден та Карл Стюрен (співвласники «Чумак»).

### Цікаві факти
Деякі висновки що зробив журнал:
- 16 нардепів із фракції Партії регіонів коштують понад третину від вартості всієї сотні капіталістів. Разом із «опозиціонерами», урядовцями, членами РНБОУ, Черновецьким і Януковичем усі представники влади коштують половину рейтингу «Forbes».

- Сукупні статки 100 найбагатших українців складають $54 млрд, що на два мільярди менше ніж рік тому. Здешевлення відбулось через другу хвилю кризи на фондовому ринку, яка змусила інвесторів переоцінити цілі галузі. Це призвело до погіршення позицій сталевих і нафтогазових магнатів. Також дешевіли українські аграрії, медійники, банкіри.

- До рейтингу потрапили 16 нардепів з фракції Партії регіонів, які «коштують» понад третину від загальної вартості сотні капіталістів – $19,93 млрд, що на $400 млн менше, ніж рік тому: Рінат Ахметов, Андрій Веревський, В'ячеслав Богуслаєв, Микола Янковський, Таріел Васадзе, Євген Сігал, Юхим Звягільський, Василь Хмельницький, Олександр Фельдман, Юрій Іванющенко, Георгій Скударь, Леонід Клімов, Сергій Клюєв, Антон Пригодський, Ігор Гуменюк, Павло Климець. У порівнянні з минулим роком склад нардепів-регіоналів дещо змінився – в рейтинг вперше ввійшов Гуменюк, до фракції ПР перебрались Васадзе і Сігал. Проте з рейтингу випали Савчук, який продав частину бізнесу Іванющенку, Глусь (всі власники «Nemiroff» випали з рейтингу), Ландик.

- Чотири народних депутатів з інших фракцій мають статки $2,21 млрд: Жеваго (БЮТ(Втік до Партії Регіонів.), Буряк (п/ф), Палиця (НУНС), Тополов (НУНС). Не-«регіонали» за рік подешевшали в півтора рази через перехід до фракції ПР Сігала та Васадзе.

- В уряді працюють три віце-прем'єри і один міністр зі статками $2,64 млрд: Тігіпко, Колесніков, Хорошковський, Порошенко. Це вдвічі дорожче, ніж рік тому через перехід Петра Порошенка та Хорошковського до уряду та власне здороження Колеснікова.

- Також в рейтинг потрапили колишній мер Києва Черновецький і його екс-дружина Айвазова (по $390 млн у кожного), секретар РНБОУ Андрій Клюєв ($135 млн), заступник голови РНБОУ Нестор Шуфрич ($235) та син президента України Олександр Янукович ($99 млн).

- Таким чином загальні статки 28 чиновників, народних обранців та президентського сина склали понад $26,03 млрд, або половину від загальної «вартості» сотні українських капіталістів.

### Методика оцінювання
«Forbes Україна» оцінював статки найбагатших українців (резидентів з українським громадянством) за оцінкою вартості належних їм активів, за даними з відкритих джерел.

### Рейтинг 100 найзаможніших Українців
| № у 2012/2011 | Ім'я                               | Сфера інтересів                           | $ млн у 2012/2011 | Основні активи, держпосада протягом року                                 |
| 1/1           | Ахметов Ринат                      | металургія                                | 16 000/16 000     | нардеп від ПР, ФПГ СКМ                                                   |
| 2/2           | Пінчук Віктор                      | металургія                                | 4 200/3 300       | ФПГ Інтерпайп                                                            |
| 3/4           | Коломойський Ігор                  | металургія фінанси ПЕК                    | 3 000/2 500       | ФПГ «Приват» (ПриватБанк, Укртатнафта)                                   |
| 4/3           | Боголюбов Геннадій                 | металургія фінанси ПЕК                    | 2 800/2 500       | ФПГ «Приват» (ПриватБанк, Consolited minerals)                           |
| 5/5           | Жеваго Костянтин                   | металургія машинобудівництво фармацевтика | 1 800/2 400       | нардеп від БЮТ, Фінанси та кредит, Ferrexpo (осн. актив Полтавський ГЗК) |
| 6/6           | Косюк Юрій                         | АПК                                       | 1 300/1 500       | Миронівський хлібопродукт («Наша ряба»)                                  |
| 7/7           | Веревський Андрій                  | АПК                                       | 1 000/1 100       | нардеп від ПР, Кернел                                                    |
| 8/13          | Порошенко Петро                    | харчопром машинобудування                 | 1 000/866         | міністр економрозвитку, Roshen, Укрпромінвест                            |
| 9/14          | Тігіпко Сергій                     | фінанси машинобудування                   | 989/827           | віце-прем'єр, ПР, ТАС                                                    |
| 10/12         | Ярославський Олександр             | інвестиції                                | 960/958           | DCH                                                                      |
| 11/8          | Бахматюк Олег                      | АПК фінанси                               | 904/1 000         | Укрлендфармінг (Авангард), VAB Банк                                      |
| 12/17         | Тарута Сергій                      | металургія                                | 780/694           | ІСД                                                                      |
| 13/16         | Мкртчан Олег                       | металургія                                | 780/694           | ІСД                                                                      |
| 14/18         | Мартинов Олексій                   | інвестиції                                | 669/684           | Приват                                                                   |
| 15/9          | Фірташ Дмитро                      | хімпром                                   | 605/996           | Group DF                                                                 |
| 16/11         | Гута Іван і сім'я                  | АПК                                       | 553/966           | Мрія                                                                     |
| 17/20         | Гайдук Віталій                     | інвестиції                                | 495/540           | ІСД                                                                      |
| 18/10         | Вадатурський Олексій               | АПК                                       | 433/975           | Нібулон                                                                  |
| 19/42         | Колесніков Борис                   | харчопром                                 | 430/230           | Партія Регонів, АПК-Інвест, Конті, Артемівський завод шампанських вин    |
| 20/19         | Шпиг Федір                         | фінанси харчопром                         | 404/555           | Молочний альянс, Планета Кіно (IMAX)                                     |
| 21/15         | Черновецький Леонід                | фінанси                                   | 390/745           | мер Києва                                                                |
| 22/-          | Айвазова Аліна                     | фінанси                                   | 390/-             | дружина Черновецького в розлученні                                       |
| 23/29         | Бойко Володимир                    | Металургія                                | 360/338           | міноритарій Метінвеста, директор ММК ім.Ілліча                           |
| 24/21         | Богуслаєв В'ячеслав                | машинобудування                           | 319/450           | нардеп від ПР, Мотор-Січ                                                 |
| 25/30         | Янковський Микола                  | хімія фармацевтика                        | 313/313           | нардеп від ПР, Стіролбіофарм                                             |
| 26/49         | Костельман Володимир               | рітейл                                    | 306/214           | Fozzy Group                                                              |
| 27/35         | Герега Олександр                   | рітейл                                    | 286/279           | Епіцентр                                                                 |
| 28/28         | Антонов Віталій                    | ПЕК                                       | 282/340           | Галнафтогаз («ОККО»)                                                     |
| 29/22         | Васадзе Таріел                     | Машинобудування                           | 276/444           | нардеп від ПР, Укравто                                                   |
| 30/50         | Буткевич Геннадій                  | рітейл                                    | 262/206           | АТБ-Маркет                                                               |
| 31/51         | Єрмаков Євген                      | рітейл                                    | 262/206           | АТБ-Маркет                                                               |
| 32/53         | Карачун Віктор                     | рітейл                                    | 262/206           | АТБ-Маркет                                                               |
| 33/55         | Сігал Євген і сім'я                | АПК                                       | 259/204           | нардеп від ПР, Агромарс                                                  |
| 34/33         | Дворецький Ігор                    | металургія                                | 256/287           | Індустріал                                                               |
| 35/34         | Сацький Віталій                    | металургія                                | 256/286           | Індустріал                                                               |
| 36/65         | Звягільський Юхим                  | вугілля                                   | 256/161           | нардеп від ПР, Шахта ім. Засядько                                        |
| 37/38         | Герега Галина                      | рітейл                                    | 255/248           | Епіцентр                                                                 |
| 38/-          | Вишневецький Віктор                | вугілля                                   | 253/-             | Coal energy                                                              |
| 39/27         | Хмельницький Василь                | нерухомість                               | 248/353           | нардеп від ПР, Київська інвестиційна група                               |
| 40/57         | Кіперман Михайло                   | ПЕК                                       | 241/194           | Приват                                                                   |
| 41/-          | Шуфрич Нестор                      | ПЕК                                       | 235/-             | Заступник секретаря РНБОУ, Нардеп від ПР, «Нафтогазвидобуток»            |
| 42/-          | Рудьковський Микола                | ПЕК                                       | 235/-             | «Нафтогазвидобуток»                                                      |
| 43/44         | Фельдман Олександр                 | нерухомість рітейл                        | 233/222           | нардеп від ПР, Барабашово                                                |
| 44/24         | Юркевич Анатолій                   | харчопром                                 | 229/413           | Мілкіленд                                                                |
| 45/52         | Єрмолаєв Вадим                     | нерухомість алкоголь                      | 225/206           | Алеф (ТМ «Клінков», «Золота амфора»)                                     |
| 46/23         | Хорошковський Валерій              | медіа                                     | 225/426           | Перший віце-прем'єр, U.A. Inter Media Group                              |
| 47/26         | Черняк Євген                       | алкоголь                                  | 217/387           | Global Spirits (ТМ «Хортиця», «Мороша», «Шустов»)                        |
| 48/96         | Іванющенко Юрій (Юра Єнакіївський) | вугілля машинобудування фінанси           | 214/94            | нардеп від ПР                                                            |
| 49/67         | Роніс Станіслав                    | рітейл                                    | 211/153           | Comfy                                                                    |
| 50/76         | Маковецький Валерій                | нерухомість рітейл                        | 207/133           | Фокстрот                                                                 |
| 51/75         | Виходцев Геннадій                  | нерухомість рітейл                        | 207/133           | Фокстрот                                                                 |
| 52/25         | Скудар Георгій                     | машинобудування                           | 198/394           | нардеп від ПР, Новокраматорський машинобудівний завод                    |
| 53/84         | Роднянський Олександр              | медіа                                     | 197/118           | AR films                                                                 |
| 54/32         | Іванчик Віктор                     | АПК                                       | 191/304           | Астарта-Київ                                                             |
| 55/74         | Баленко Ігор                       | нерухомість рітейл                        | 186/139           | Фуршет                                                                   |
| 56/62         | Кожемяко Всеволод                  | АПК                                       | 186/177           | Агротрейд                                                                |
| 57/-          | Веселов Сергій                     | нерухомість металургія                    | 182/-             | Партнер Жеваго                                                           |
| 58/89         | Солдатенко Микола                  | фінанси металургія                        | 178/103           | Індустріал                                                               |
| 59/54         | Лунін Роман                        | нерухомість рітейл                        | 175/206           | Велика Кишеня                                                            |
| 60/59         | Деркач Олександр                   | фінанси харчопром                         | 173/184           | Молочний альянс                                                          |
| 61/-          | Музальов Борис і сім'я             | нерухомість рітейл                        | 172/-             | Космос                                                                   |
| 62/92         | Абдінов Артур                      | фінанси металургія                        | 166/102           | Індустріал                                                               |
| 63/68         | Тисленко Олександр                 | будівництво                               | 166/153           | Альтком                                                                  |
| 64/-          | Петров Олександр                   | АПК                                       | 164/-             | Індустріальна молочна група                                              |
| 65/39         | Бондарєва Наталія                  | алкоголь                                  | 163/233           | Баядера («Хлібний Дар»)                                                  |
| 66/40         | Нечитайло-Риджок Ольга             | алкоголь                                  | 163/233           | Баядера («Хлібний дар»)                                                  |
| 67/-          | Галієв Ернест                      | фінанси нерухомість                       | 160/-             | Член наглядової ради «Альфа-банку»                                       |
| 68/-          | Воронов Ігор                       | інвестиції                                | 159/-             | VEK Equity Partners                                                      |
| 69/72         | Клімов Леонід                      | нерухомість фінанси                       | 150/147           | нардеп від ПР, Імексбанк                                                 |
| 70/85         | Кауфман Борис                      | нерухомість                               | 147/116           | Готелі, аеропорт «Одеса»                                                 |
| 71/94         | Сотніков Олег                      | рітейл                                    | 138/101           | Fozzy group                                                              |
| 72/95         | Чігірь Роман                       | рітейл                                    | 138/101           | Fozzy group                                                              |
| 73/90         | Суркіс Григорій                    | енергетика                                | 137/103           | Львівобленерго                                                           |
| 74/91         | Суркіс Ігор                        | енергетика                                | 137/103           | Динамо (Київ)                                                            |
| 75/63         | Уткін Євген                        | технології                                | 136/172           | Квазар-Мікро                                                             |
| 76/43         | Клюєв Андрій                       | інвестиції                                | 135/225           | Секретар РНБОУ, ПР, Activ Solar                                          |
| 77/41         | Клюєв Сергій                       | інвестиції                                | 135/232           | нардеп від ПР, Activ Solar                                               |
| 78/71         | Тополов Віктор                     | інвестиції                                | 135/148           | нардеп від НУНС, KDD Group                                               |
| 79/48         | Буряк Сергій                       | фінанси                                   | 135/216           | Брокбізнес                                                               |
| 80/47         | Буряк Олександр                    | фінанси                                   | 135/216           | нардеп, Брокбізнес                                                       |
| 81/77         | Фурсін Іван                        | фінанси                                   | 124/130           | Місто-банк                                                               |
| 82/61         | Палиця Ігор                        | ПЕК                                       | 115/178           | нардеп від НУНС, Приват                                                  |
| 83/97         | Пригодський Антон                  | транспорт                                 | 113/89            | нардеп від ПР, Лемтранс                                                  |
| 84/83         | Кардаков Олександр                 | технології                                | 112/119           | Октава Капітал (Інком, Datagroup, SOLID Group, Мегатрейд)                |
| 85/-          | Гуменюк Ігор                       | нерухомість транспорт вугілля             | 112/-             | нардеп від ПР, Готелі і нерухомість в Донецьку                           |
| 86/46         | Івахів Степан                      | ПЕК, харчопром, фінанси                   | 109/220           | Група Континіум (ТМ WOG, ТМ КОМО)                                        |
| 87/69         | Лагун Микола                       | фінанси                                   | 109/152           | Дельта-банк                                                              |
| 88/-          | Лагур Сергій                       | ПЕК, харчопром, фінанси                   | 109/-             | Група Континіум (ТМ WOG, ТМ КОМО)                                        |
| 89/66         | Іванов Андрій                      | нерухомість                               | 108/153           | Київська інвестиційна група                                              |
| 90/45         | Єрємєєв Ігор                       | ПЕК, харчопром, фінанси                   | 107/220           | Група Континіум (ТМ WOG, ТМ КОМО)                                        |
| 91/-          | Димінський Петро                   | ПЕК, харчопром, фінанси                   | 107/-             | Група Континіум (ТМ WOG, ТМ КОМО)                                        |
| 92/-          | Трофіменко Володимир               | нерухомість                               | 105/-             | НЕСТ                                                                     |
| 93/-          | Хріпков Сергій                     | нерухомість рітейл                        | 104/-             | Гіпермаркети «Караван»                                                   |
| 94/-          | Гордієнко Андрій                   | нерухомість рітейл                        | 104/-             | Гіпермаркети «Караван»                                                   |
| 95/-          | Касьянов Сергій                    | АПК                                       | 103/-             | KSG agro                                                                 |
| 96/-          | Юшковський Віктор                  | нерухомість рітейл                        | 100/-             | Гіпермаркети «Мегамаркет»                                                |
| 97/31         | Климець Павло                      | алкоголь                                  | 100/311           | нардеп від ПР, Олімп                                                     |
| 98/-          | Янукович Олександр                 | нерухомість фінанси                       | 99/-              | син Віктора Януковича                                                    |
| 99/-          | Дементієнко Олександр              | металургія АПК                            | 95/86             | «Чедтий нафта» (Росія), екс-співвласник Інтерпайпу                       |
| 100/-         | Дзензерський Денис і сім'я         | машинобудування                           | 93/-              | Веста                                                                    |

#### Торішні учасники рейтингу, яких немає в нинішньому списку
| № мин. року | Ім'я                  | Сфера інтересів  | $ млн у 2011 | Основні активи, держпосада протягом року |
| 36          | Савчук Олександр      | машинобудування  | 260          | нардеп від ПР, Азовмаш                   |
| 37          | Толмачов Микола       | будівництво      | 258          | ТММ                                      |
| 56          | Сігал Марина          | АПК              | 204          | Агромарс                                 |
| 58          | Грибов Яків           | алкоголь         | 190          | Nemiroff                                 |
| 60          | Кіпіш Анатолій        | алкоголь         | 179          | Nemiroff                                 |
| 64          | Журавльов Юрій        | АПК              | 167          | Агротон                                  |
| 70          | Куценко Ольга і сім'я | харчопром        | 151          | Олком                                    |
| 73          | Жебровська Філя       | фармацевтика     | 146          | Брат Павло – нардеп від НУНС, Фармак     |
| 78          | Боярин Олег           | машинобудування  | 121          | Єврокар                                  |
| 79          | Ландик Валентин       | побутова техніка | 120          | Норд                                     |
| 80          | Родін Юрій            | фінанси          | 120          | Банк Південний                           |
| 81          | Глусь Степан          | алкоголь         | 119          | нардеп від ПР, Nemiroff                  |
| 82          | Гросман Олег          | АПК              | 119          | Агрополіс (Щедрий вечір)                 |
| 86          | Авраменко Володимир   | харчопром        | 114          | АВК                                      |
| 87          | Цехмистренко Віталій  | АПК              | 110          | Райз                                     |
| 88          | Шамотій Валерій       | алкоголь         | 109          | Логос                                    |
| 93          | Барщовський Тарас     | АПК              | 102          | T.B.Fruit                                |
| 99          | Сипко Сергій          | АПК              | 86           | Agrofusion                               |
| 100         | Андрєєв Ігор          | металургія       | 85           | Електросталь                             |

## Версія журналу «Фокус»[6]

### Цікаві факти
- Це вже шостий рейтинг журналу фокус. Перший з'явився 2007 року, мав лише 100 найзаможніших українців та до нього тоді включали також іноземців, які володіли значним бізнесом в Україні[7]
- У нинішньому рейтингу найбагатших українців шість чиновників вищого рангу (держслужбовців та депутатів), найзаможніший з яких – нещодавно призначений міністром економіки Петро Порошенко (№ 19), 36 народних депутатів, 19 депутатів місцевих рад. Це майже третина всього списку.
- Статки 200 найбагатших українців у 2,1 рази більші від доходів Нацбюджету.[8]
- Сукупне багатство 200 найбагатших людей перевищує $93 млрд. – майже три річні бюджети України. Зазвичай розвиток бізнесу автоматично тягне поліпшення позицій самої країни на міжнародній арені. Але поки України це не стосується – в рейтингу конкурентоспроможності, до якого ввійшли 139 держав, в останні п'ять років Україна не піднімалася вище 70-го рядка.[9]

### Методика оцінювання
Оцінювалися тільки видимі активи компаній на підставі офіційних даних, публічної інформації, консультацій з експертами і даних, наданих самими власниками оцінювалися вартість компаній, якими володіє учасник рейтингу, нерухомість, а також доходи / витрати фігурантів рейтингу від реалізації / на покупку активів за звітний період (березень 2011 р. – лютий 2012 р. включно) нерухомість оцінювалася виходячи із середньої ціни за квадратний метр в містах України; при цьому враховувалося її призначення і розташування; якщо у власності учасника рейтингу знаходяться житлові комплекси, оцінювалися тільки реалізовані і здані в експлуатацію об'єкти якщо власність розподілена між членами сім'ї, оцінювалася загальна вартість активів якщо учасники рейтингу належать до однієї групи з розмитою структурою власності, оцінка проводилася виходячи з аналізу прямої участі в ключовому активі групи всі публічні компанії оцінювалися за їх ринковою капіталізацією; оцінка непублічних компаній проводилася порівняльним методом, з використанням компаній-аналогів, акції яких торгуються на фондових біржах Східної Європи та Азії, з урахуванням обсягу продажів, прибутку, власного капіталу для публічних компаній як оцінка бралася їхня капіталізація станом на 1 березня 2012 оцінка зарубіжних активів проводилася тільки при наявності достатньої та достовірної інформації; оцінка будівельних компаній проводилася виходячи з вартості реалізованих об'єктів, що знаходяться в їх власності; банки оцінювалися на підставі власного капіталу з урахуванням якості фінансової установи враховувалися завершені угоди злиття та поглинання; якщо сума угоди не оголошувалася, її оцінка проводилася експертним шляхом. Не оцінювалися активи, що знаходяться в пасивному управлінні, на які право власності чітко не простежується активи компаній, які фактично є торговими будинками в групі і виконують, по суті, посередницьку функцію особисте майно спірну власність або майно, права на яке не можна визначити однозначно.

### Рейтинг 200 найзаможніших Українців
| №   | Ім'я                                   | Сфера інтересів                           | Основні активи, держпосада протягом року             | $ млн у 2012 | $ млн у 2011 |
| 1   | Рінат Ахметов                          |                                           | SCM Group                                            | 18 659       |              |
| 2   | Вадим Новинський                       |                                           | Смарт Холдинг                                        | 4 373        |              |
| 3   | Ігор Коломойський                      |                                           | Група «Приват»                                       | 4 187        |              |
| 4   | Геннадій Боголюбов                     |                                           | Група «Приват»                                       | 4 187        |              |
| 5   | Дмитро Фірташ                          |                                           | DF Group                                             | 2 834        |              |
| 6   | Костянтин Жеваго                       |                                           | Ferrexpo                                             | 2 260        |              |
| 7   | Костянтин Григоришин                   |                                           | Енергетичний стандарт                                | 2 019        |              |
| 8   | Віктор Пінчук                          |                                           | EastOne LLC                                          | 1 798        |              |
| 9   | Сергій Тарута                          |                                           | Індустріальний союз Донбасу                          | 1 450        |              |
| 10  | Віктор Нусенкіс                        |                                           | Донецьксталь                                         | 1 444        |              |
| 11  | Віталій Гайдук                         |                                           | Консорціум «Індустріальна група»                     | 1 394        |              |
| 12  | Олександр Ярославський                 |                                           | Гуппі DCH                                            | 1 348        |              |
| 13  | Юрій Косюк                             |                                           | Миронівський Хебопродукт                             | 1 261        |              |
| 14  | Олег Мкртчан                           |                                           | Індустріальний союз Донбасу                          | 1 250        |              |
| 15  | Андрій Веревський                      |                                           | Кернел Груп                                          | 1 215        |              |
| 16  | Олександр Шнайдер                      |                                           | Midland Group                                        | 1 075        |              |
| 17  | Едуард Шифрін                          |                                           | Midland Group                                        | 1 075        |              |
| 18  | Леонід Юрушев                          |                                           | Інтер Кар Груп                                       | 1 013        |              |
| 19  | Петро Порошенко                        |                                           | Укрпромінвест                                        | 971.0        |              |
| 20  | Володимир Бойко                        |                                           | Ес-власник ММК ім. Ілліча                            | 918.0        |              |
| 21  | Микола Толмачов                        |                                           | ТММ-холдинг                                          | 890.0        |              |
| 22  | Андрій і Сергій Клюєви                 |                                           | Укрпідшипник                                         | 850.0        |              |
| 23  | Василь Хмельницький                    |                                           | Акцент інвест                                        | 846.0        |              |
| 24  | Олександр та Галина Герега             |                                           | Епіцентр-К                                           | 843.0        |              |
| 25  | Сергій Тігіпко                         |                                           | Група ТАС                                            | 806.0        |              |
| 26  | Юрій Іванющенко                        |                                           | Азовмаш. Мастеравіа                                  | 756.0        |              |
| 27  | Леонід Черновецький                    |                                           | Мер Києва                                            | 724.0        |              |
| 28  | Андрій Іванов                          |                                           | Акцент інвест                                        | 722.0        |              |
| 29  | Олексій Мартинов                       |                                           | Група «Приват»                                       | 712.7        |              |
| 30  | В'ячеслав Богуслаєв                    |                                           | Мотор Січ                                            | 694.0        |              |
| 31  | Іван Гута                              |                                           | Mriya Agro Holding Plc                               | 540.0        |              |
| 32  | Григорій та Ігор Суркіси               |                                           | ФК «Динамо»                                          | 483.0        |              |
| 33  | Віталій Антонов                        |                                           | Галнафтогаз                                          | 477.0        |              |
| 34  | Олег Бахматюк                          |                                           | Авангард                                             | 461.0        |              |
| 35  | Олександр Савчук                       |                                           | Маріупольський тяжмаш                                | 445.0        |              |
| 36  | Володимир Костельман                   |                                           | Fozzy Group                                          | 418.0        |              |
| 37  | Сергій і Олександр Буряки              |                                           | Брокбізнесбанк                                       | 407.0        |              |
| 38  | Георгій Скудар                         |                                           | Новокраматорський машзавод                           | 397.0        |              |
| 39  | Валерій Хорошковський                  |                                           | U.A. Inter Media Group                               | 392.0        |              |
| 40  | Антон Пригодський                      |                                           | Міжрегіональний промисловий союз                     | 391.0        | .            |
| 41  | Олександр і В'ячеслав Константиновські |                                           | Kyiv Donbas Development Group                        | 385.0        |              |
| 42  | Олександр Фельдман                     |                                           | АВЕК холдинг                                         | 375.0        |              |
| 43  | Ігор Дворецький                        |                                           | Індустріалбанк                                       | 372.0        |              |
| 44  | Микола Янковський                      |                                           | Стиролбіофарм                                        | 366.0        |              |
| 45  | Ольга Нечитайло-Ріджок                 |                                           | Баядера Холдинг                                      | 362.0        |              |
| 46  | Іван Торський                          |                                           | Холдинг «ТКС»                                        | 337.0        |              |
| 47  | Федір Шпиг                             |                                           | Молочний альянс                                      | 319.0        |              |
| 48  | Таріел Васадзе                         |                                           | УкрАвто                                              | 299.0        |              |
| 49  | Олександр Слободян                     |                                           | Оболонь                                              | 293.0        |              |
| 50  | Віктор Тополов                         |                                           | Холдинг «Київ Донбас»                                | 291.0        |              |
| 51  | Борис Колесников                       |                                           | Група «Конті»                                        | 284.0        |              |
| 52  | Сергій Кий                             |                                           | АРС                                                  | 283.0        |              |
| 53  | Філя Жебровська                        |                                           | Фармак                                               | 282.0        |              |
| 54  | Алекс Ровт                             |                                           | IBE Trade Corp                                       | 277.0        |              |
| 55  | Ігор Єремєєв                           |                                           | Група Континіум (ТМ WOG, ТМ КОМО)                    | 275.3        |              |
| 56  | Степан Івахів                          |                                           | Група Континіум (ТМ WOG, ТМ КОМО)                    | 275.3        |              |
| 57  | Богдан Губський                        |                                           | Український промислово-фінансовий концерн «Славутич» | 273.0        |              |
| 58  | Євген Сігал                            |                                           | Комплекс «Агромарс»                                  | 265.0        |              |
| 59  | Іван Аврамов                           |                                           | Інвестиційний фонд «Нові технології»                 | 252.0        |              |
| 60  | Анатолій Юркевич                       |                                           | Мілкіленд                                            | 245.4        |              |
| 61  | Андрій Адамовський                     |                                           | Група Oledo                                          | 245.1        |              |
| 62  | Віктор Медведчук                       |                                           | МАК «БІ.АЙ.ЕМ»                                       | 243.3        |              |
| 63  | Євген Черняк                           |                                           | Global Spirits                                       | 243.2        |              |
| 64  | Вадим Єрмолаєв                         |                                           | Алеф                                                 | 241.2        |              |
| 65  | Роман Чигир                            |                                           | Fozzy Group                                          | 241.1        |              |
| 66  | Віктор Іванчик                         |                                           | Астарта-холдинг                                      | 228.0        |              |
| 67  | Віталій Цехмістренко                   |                                           | Група «Райз»                                         | 224.0        |              |
| 68  | Едуард Прутник                         |                                           | Центральна збагачувальна фабрика «Калінінська»       | 210.0        |              |
| 69  | Олексій Вадатурський                   |                                           | СП «Нібулон»                                         | 192.0        |              |
| 70  | Арсен Аваков                           |                                           | АТ «Інвестор»                                        | 189.0        |              |
| 71  | Мохаммад Захур                         |                                           | ISTIL Group                                          | 186.0        |              |
| 72  | Микола Лагун                           |                                           | КБ «Дельта»                                          | 177.0        |              |
| 73  | Сергій Касьянов                        |                                           | KSG Agro                                             | 173.0        |              |
| 74  | Ігор Баленко                           |                                           | Фуршет                                               | 167.0        |              |
| 75  | Володимир і Вадим Трофименко           |                                           | НЕСТ                                                 | 163.0        |              |
| 76  | Ілля Грінберг                          |                                           | СП «Марком»                                          | 158.0        |              |
| 77  | Валерій Коротков                       |                                           | Астарта-холдинг                                      | 156.0        |              |
| 78  | Валентин Ландик                        |                                           | Група «Норд»                                         | 154.0        |              |
| 79  | Анатолій Гіршфельд                     |                                           | УПЕК                                                 | 153.0        |              |
| 80  | Михайло Кіперман                       |                                           | Укрнафта                                             | 152.0        |              |
| 81  | Сергій Цюпко                           |                                           | Київський ювелірний завод                            | 150.0        |              |
| 82  | Роман Лунін                            |                                           | Рітейл груп                                          | 148.0        |              |
| 83  | Віталій Сацький                        |                                           | Індустріалбанк                                       | 145.0        |              |
| 84  | Геннадій Буткевич                      |                                           | АТБ-Маркет                                           | 143.0        |              |
| 85  | Віктор Карачун                         |                                           | АТБ-Маркет                                           | 143.0        |              |
| 86  | Євген Єрмаков                          |                                           | АТБ-Маркет                                           | 143.0        |              |
| 87  | Володимир Константинов                 |                                           | Корпорація «Укрросбуд»                               | 137.3        |              |
| 88  | Борис Фуксман                          | кінопрокат, кіно- та серіало- виробництво | Hilton Hotel Kyiv, Сінема Сіті                       | 137.1        |              |
| 89  | Юрій Журавльов                         |                                           | Агротон                                              | 135.0        |              |
| 90  | Томаш Фіала                            |                                           | Dragon Capital                                       | 129.0        |              |
| 91  | Володимир Цой                          |                                           | Група компаній MTI                                   | 128.0        |              |
| 92  | Яків Грибов                            |                                           | Nemiroff Холдинг                                     | 125.4        |              |
| 93  | Ігор Гуменюк                           |                                           | АРС                                                  | 125.2        |              |
| 94  | Сергій Слабенко                        |                                           | Група Континіум (ТМ WOG, ТМ КОМО)                    | 125.1        |              |
| 95  | Олександр Роднянський                  | кінопрокат, готельний бізнес              | AR films, Hilton Hotel Kyiv, Сінема Сіті             | 123.0        |              |
| 96  | Володимир Вагоровський                 |                                           | Амстор                                               | 119.0        |              |
| 97  | Анатолій і Віктор Кіпіша               |                                           | Nemiroff Холдинг                                     | 110.0        |              |
| 98  | Євген Уткін                            |                                           | KM Core                                              | 108.0        |              |
| 99  | Микола Солдатенко                      |                                           | Солдатенко. Ситнюк і партнери                        | 107.0        |              |
| 100 | Сергій Чернишов                        |                                           | Страхова компанія «Лемма»                            | 105.0        |              |
| 101 | Ігор Воронов                           |                                           | «Арт-фонд Воронова»                                  | 102.0        |              |
| 102 | Олег Радковський                       |                                           | Холдинг «Берег-Сервіс»                               | 97.0         |              |
| 103 | Олександр Янукович                     |                                           | Корпорація «Менеджмент ассетс компанії» (МАКО)       | 96.4         |              |
| 104 | Валентин Ісак                          |                                           | Корпорація «Столиця»                                 | 96.0         |              |
| 105 | Володимир і Гліб Загорій               |                                           | Фармацевтична фірма «Дарниця»                        | 92.0         |              |
| 106 | Валерій Кравець                        |                                           | АВК                                                  | 89.3         |              |
| 107 | Володимир Авраменко                    |                                           | АВК                                                  | 89.3         |              |
| 108 | Давид Жванія                           |                                           | Бринкфорд                                            | 89.2         |              |
| 109 | Олег Гросман                           |                                           | Agropolis Food Industries                            | 87.0         |              |
| 110 | Олег Боярин                            |                                           | Атолл Холдинг                                        | 84.2         |              |
| 111 | Олексій Зінов'єв                       |                                           | Дніпроважмаш                                         | 84.0         |              |
| 112 | Данило і Михайло Корилкевич            |                                           | Екс-власники Dakor Agro Holding                      | 82.3         |              |
| 113 | Олексій Бутенко                        |                                           | Східна інвестиційна група                            | 82.1         |              |
| 114 | Дмитро Волошко                         |                                           | Молочний альянс                                      | 81.0         |              |
| 115 | Степан та Олександр Глусю              |                                           | Nemiroff Холдинг                                     | 80.4         |              |
| 116 | Борис і Михайло Музалева               |                                           | Таврія В                                             | 80.0         |              |
| 117 | Олександр Меламуд                      |                                           | ТРЦ Dream Town                                       | 79.0         |              |
| 118 | Гарі Корогодський                      |                                           | ТРЦ Dream Town                                       | 79.0         |              |
| 119 | Владислав Дрегер                       |                                           | Зуєвський енергомеханічний завод                     | 78.8         |              |
| 120 | Станіслав Віленський                   |                                           | FIM Group                                            | 76.0         |              |
| 121 | Ігор Слюнков                           |                                           | Концерн «ЛИС»                                        | 75.0         |              |
| 122 | Олександр Грановський                  |                                           | Концерн «Оверлайн»                                   | 74.9         |              |
| 123 | Олександр Єдін                         |                                           | ГК «Інтер-контакт»                                   | 74.0         |              |
| 124 | Леонід Климов                          |                                           | Імексбанк                                            | 73.0         |              |
| 125 | Сергій Лойченко                        |                                           | СП «Метал Холдинг»                                   | 72.6         |              |
| 126 | Віктор і Денис Дзензерський            |                                           | Веста-Холдинг                                        | 72.0         |              |
| 127 | Юрій Родін                             |                                           | АБ «Південний»                                       | 69.4         |              |
| 128 | Віктор Суботін                         |                                           | Мегабанк                                             | 69.2         |              |
| 129 | Борис Ложкін                           |                                           | UMH                                                  | 68.9         |              |
| 130 | Борис Шестопалов                       |                                           | Хлібодар                                             | 68.7         |              |
| 131 | Олександр Пилипенко                    |                                           | Завод залізобетонних конструкцій ім. С.Ковальської   | 68.0         |              |
| 132 | Олександр Кравчук                      |                                           | Нафком                                               | 67.4         |              |
| 133 | Олег Сотников                          |                                           | Fozzy Group                                          | 67.3         |              |
| 134 | Борис Кауфман                          |                                           | Концерн «Оверлайн»                                   | 66.7         |              |
| 135 | Сергій і Олександр Федоренко           |                                           | Екс-власники Цукрового союзу «Укррос»                | 64.0         |              |
| 136 | Павло Климець                          |                                           | Олімп                                                | 62.6         |              |
| 137 | Олег Баришівський                      |                                           | Аснова Холдинг                                       | 62.0         |              |
| 138 | Максим Сафонов                         |                                           | Аснова Холдинг                                       | 62.0         |              |
| 139 | Анатолій Строган                       |                                           | Аснова Холдинг                                       | 62.0         |              |
| 140 | Володимир Шаповалов                    |                                           | Аснова Холдинг                                       | 62.0         |              |
| 141 | Вадим Мороховський                     |                                           | АБ «Південний»                                       | 61.0         |              |
| 142 | Олександр Лещинський                   |                                           | Азовська продовольча компанія                        | 59.0         |              |
| 143 | Павло Штутман                          |                                           | Гідросила Груп                                       | 58.0         |              |
| 144 | Людмила Безпалько                      |                                           | Борщагівський хіміко-фармацевтичний завод            | 57.6         |              |
| 145 | Віталій і Володимир Кличко             |                                           | Klytchko Management Group                            | 57.3         |              |
| 146 | Микола Кміть                           |                                           | IDS Group                                            | 56.8         |              |
| 147 | Олександр Лойфенфельд                  |                                           | АБ «Синтез»                                          | 55.2         |              |
| 148 | Ігор Андрєєв                           |                                           | Геркулес                                             | 55.0         |              |
| 149 | Всеволод Кожемяко                      |                                           | Агротрейд                                            | 54.0         |              |
| 150 | Олександр Толстоухов                   |                                           | Sadovaya Group S.A.                                  | 52.6         |              |
| 151 | Валерій Маковецький                    |                                           | Фокстрот                                             | 52.3         |              |
| 152 | Людмила Русаліна                       |                                           | Холдингова компанія «Петрус»                         | 51.8         |              |
| 153 | Вадим Бухкалов                         |                                           | Єврохолдинг Інвест                                   | 51.3         |              |
| 154 | Геннадій Виходцев                      |                                           | Фокстрот                                             | 51.0         |              |
| 155 | Сергій Стецуріна                       |                                           | Sadovaya Group S.A.                                  | 50.4         |              |
| 156 | Василь Поляков                         |                                           | АІС                                                  | 50.2         |              |
| 157 | Дмитро Святаш                          |                                           | АІС                                                  | 49.9         |              |
| 158 | Іван Фурсін                            |                                           | РосУкрЕнерго                                         | 49.0         |              |
| 159 | Валерій Мошенський                     |                                           | Група компаній «Планета»                             | 48.6         |              |
| 160 | Олександр Буцький                      |                                           | Дніпропетровський металургійний завод ім. Комінтерну | 48.3         |              |
| 161 | Олег Шандар                            |                                           | Нова лінія                                           | 48.1         |              |
| 162 | Олександр Кардаков                     |                                           | Корпорація «Інком»                                   | 47.8         |              |
| 163 | Олександр і Костянтин Некрасова        |                                           | Полтавський машинобудівний завод                     | 46.0         |              |
| 164 | Ольга та Євген Куценко                 |                                           | Група компаній «Олком»                               | 45.2         |              |
| 165 | Михайло Табачник                       |                                           | Холдинг «ТіС»                                        | 45.0         |              |
| 166 | Олександр Деркач                       |                                           | Молочний альянс                                      | 44.3         |              |
| 167 | Валерій Шамотій                        |                                           | Корпорація «Логос»                                   | 44.0         |              |
| 168 | Сергій Максимов                        |                                           | VAB Банк                                             | 43.0         |              |
| 169 | Олександр Гринько                      |                                           | Екс-власник «Укргазвидобування»                      | 42.6         |              |
| 170 | Григорій Гуртовий                      |                                           | АероСвіт                                             | 42.4         |              |
| 171 | Олександр Табалов                      |                                           | Кіровоградський хлібозавод                           | 42.0         |              |
| 172 | Віталій Вінницький                     |                                           | Вітмарк-Україна                                      | 41.8         |              |
| 173 | Лев Парцхаладзе                        |                                           | Група «XXI Століття»                                 | 40.3         |              |
| 174 | Петро Рудь                             |                                           | Житомирський маслозавод                              | 40.0         |              |
| 175 | Ярослав і Богдан Дубневичі             |                                           | Корпорація «колійні ремонтні технології»             | 38.2         |              |
| 176 | Олександр Третяков                     |                                           | РУР Груп С. А.                                       | 38.0         |              |
| 177 | Ігор Ліски                             |                                           | Ефективні інвестиції                                 | 37.9         |              |
| 178 | В'ячеслав і Олександр Супруненко       |                                           | Укренергобуд                                         | 37.3         |              |
| 179 | Олександр Онищенко                     |                                           | TOP Ukraine                                          | 37.1         |              |
| 180 | Андрій Король                          |                                           | Західна молочна група                                | 37.0         |              |
| 181 | Сергій Гибай                           |                                           | Західна молочна група                                | 37.0         |              |
| 182 | Юрій Ложкін                            |                                           | Західна молочна група                                | 37.0         |              |
| 183 | Антон Шишкін                           |                                           | MCB Agricole Holding                                 | 36.4         |              |
| 184 | Олег Левін                             |                                           | Дніпропетровський стрілочний завод                   | 36.1         |              |
| 185 | Андрій Гордієнко                       |                                           | Karavan Real Estate                                  | 36.0         |              |
| 186 | Віктор Петренко                        |                                           | Атолл холдинг                                        | 35.3         |              |
| 187 | Сергій Хрипков                         |                                           | Karavan Real Estate                                  | 35.0         |              |
| 188 | Юрій Шпірт                             |                                           | Arber Group                                          | 34.2         |              |
| 189 | Віктор і Андрій Веретенникова          |                                           | Комбінат «Придніпровський»                           | 34.0         |              |
| 190 | Василь Горбаль                         |                                           | Екс-власник Укргазбанку                              | 32.4         |              |
| 191 | Олег Дон                               |                                           | Група компаній MTI                                   | 31.3         |              |
| 192 | Сергій Башлаков                        |                                           | Група компаній MTI                                   | 31.0         |              |
| 193 | Юрій Триндюк                           |                                           | Хлібні інвестиції                                    | 29.2         |              |
| 194 | Алла і Левон Ванецьянц                 |                                           | Холодмаш                                             | 29.0         |              |
| 195 | Ігор Фруман                            |                                           | Otrada Luxury Group                                  | 28.9         |              |
| 196 | Володимир Мисик                        |                                           | Корпорація «Кулиничівський хлібокомбінат»            | 28.6         |              |
| 197 | Михайло і Оксана Кавицькі              |                                           | Helen Marlen Group                                   | 28.2         |              |
| 198 | Оксана Єлманова                        |                                           | FIM Consulting                                       | 27.5         |              |
| 199 | Олег Салмін                            |                                           | Група «XXI Століття»                                 | 27.3         |              |
| 200 | Ігор Шаров                             |                                           | «Євразія Трейдинг»                                   | 27.0         |              |

## Версія ЖурналуКорреспондент[11][12][13][14]

### Цікаві факти
- Обрахунок найзаможніших українців ведеться журналом Кореспондент з 2006 року; тоді він складався з 30 дійових осіб, а вже у 2007-му з 50ти, а з 2010-го зі 100 учасників. Партнером проекту у 2012 році був інвестиційний банк Dragon Capital.

- 14 осіб із Золотої сотні 2012 збили свій капітал у металургії, внесок якої у ВВП – понад 34 %. Ще 31 бізнесмен зробив своєю опорою аграрний сектор і харчопром. І це не рахуючи двох десятків інших мільйонерів, для яких сільське господарство не основний, але все ж важливий бізнес. У першій десятці рейтингу – сім сталеварів, два аграрії й один представник хімпрому.

- Незважаючи на розгул кризи у 2012 році, найсміливіші із сотні багатіїв продовжили вкладати в розвиток своєї ділової імперії. Віктор Пінчук (№ 6) вперше в історії незалежної України побудував сучасний сталеплавильний комплекс – Інтерпайп-Сталь, інвестувавши в проект $ 700 млн. А новачок Золотої сотні, в недавньому минулому російський, а тепер український бізнесмен Вадим Новинський (№ 3) вклав понад $ 33 млн у будівництво заводу з виробництва біопалива у Вінницькій області. Дмитро Фірташ урочисто відкрив в Чернівецькій області найбільше тепличне господарство, виділивши на це $ 100 млн. Олександр Ярославський (№ 13) завершив свій інвестиційний марафон, вклавши в підготовку Харкова до футбольного чемпіонату Європи $ 300 млн. Інші учасники рейтингу теж активно інвестували у свої холдинги, створюючи нові активи буквально на порожньому місці. Так, агробізнесмен Юрій Косюк (№ 12) запустив в тій самій Вінницькій області першу лінію одного з найбільших у світі птахокомплексів, а поруч з ним Петро Порошенко (№ 11) звів кондитерську фабрику корпорації Roshen, будівництво якої коштувало підприємцю приблизно $ 75 млн. Цікавою деталлю є те, що Олексій Вадатурський (№ 14), найбільший зернотрейдер України, незважаючи на намагання влади, вижив і навіть зумів інвестувати в будівництво річкового флоту. Наймолодший бізнесмен списку Золота сотня, Володимир Кличко (№ 92), звів у Києві п'ятизірковий готель Eleven Mirrors й однойменний ресторан. Олександр Роднянський (№ 99) хоч і перебуває в хвості списку, але й він далеко не аутсайдер. У центрі української столиці він закінчує будівництво фешенебельного готелю Hilton. Євген Черняк (№ 34), який консолідував у своїх руках найбільшу лікеро-горілчану компанію країни, задоволений тим, як ідуть справи. Особливо в Росії і США, де він запускає горілку під новою торговою маркою. «У нас цей рік кращий, ніж минулий, відсотків на 40», – каже бізнесмен Корреспонденту. Вільним капіталом непогано розпорядився і мільярдер Рінат Ахметов (№ 1). Він скупив мажоритарні пакети в найбільших обленерго України – часто на тендерах з одним учасником. З подібним розмахом діяв і Фірташ, в чиї володіння практично без боротьби на відкритих конкурсах перейшов ряд газорозподільних компаній.

- Капіталізацію першої п'ятірки Золотої сотні можна порівняти із сумарними активами решти 95 бізнесменів зі списку. Цей феномен українського капіталізму унікальний. Настільки високий показник першої п'ятірки в Україні, який дорівнює майже 20 % ВВП країни, свідчить не про високу, а про вкрай високу концентрацію капіталу. Важко відшукати на карті країну з таким самим високим рівнем концентрації капіталу в руках кількох людей. Підсумок – монополізована, неконкурентна, орієнтована на сировинний експорт економіка консервує своє технічне відставання від світу. Як наслідок, порівняно з минулим роком активи Золотої сотні подешевшали на чверть. А найбільші фінансово-промислові групи – СКМ, Приват, EastOne – взагалі просіли на 30-40 %.

- У першій трійці найбагатших українців з'явилося нове обличчя. Цю людину звуть Вадим Новинський. Навесні нинішнього року російський бізнесмен отримав українське громадянство і відразу ж увірвався у Золоту сотню – на третє місце. Партнер найбагатшого українця, Ріната Ахметова, Новинський – людина віруюча. На церкву він жертвує чималі суми не тільки в рідному Санкт-Петербурзі, але і в матері міст руських Києві. Він є одним із найбільш щедрих – якщо не найщедрішим – парафіянином Києво-Печерської лаври.

- Син Президента Олександр Янукович за рік піднявся у списку 100 найбагатших українців із 70-го на 61-е місце. Його статки за цей час зросли незначно – зі $ 130 млн до $ 133 млн. Зростання в списку сталося завдяки здешевленню активів більшості учасників. Янукович вперше потрапив до списку в минулому році.

- Практично кожна четверта людина у Золото сотні-2012 родом з Донецька і області. Регіон дає країні 25 % багатих людей, у той час як в області живуть менше 10 % населення країни. Друга за рівнем представництва у списку Дніпропетровська область. Вона делегує в Сотню 11 представників.

- В Україні вкрай висока за світовими мірками ступінь концентрації капіталу. Вона висока навіть за мірками дикого капіталізму колишнього СРСР. Тепер це документальний факт. Дійти такого висновку можна, визначивши співвідношення сумарних активів 100 найбагатших людей України до ВВП країни. Цей показник сягає 38 % – майже вдвічі більше, ніж у сусідній Росії (20 %). Загалом у розвинених країнах матеріальні блага розподілені значно рівномірніше. Цей самий показник, за підрахунками Кореспондента, в Німеччині становить близько 11 %, у Франції – 10 %, у США – 7 %, а в Китаї взагалі 3 %.

- На момент здобуття Україною незалежності 41-ній людині з нинішньої Золотої сотні було 25 років і менше. 14 сьогоднішнім мільйонерам в той час не виповнилося й 45, і лише одному, Юхиму Звягільському, вже тоді можна було б замислитися про пенсію – йому було 58 років. Найбільш урожайний рік, який дав країні найбільшу кількість мільйонерів, – 1966-й. У цьому році народилися 11 осіб з нинішньої Золотої сотні.

- Пересічному українцю із зарплатою $ 348 необхідно працювати 9,6 тис. років і не витрачати жодної копійки, для того щоб збити статок, який дозволить би йому ввійти в нинішню Золоту сотню. Щоб її очолити, йому знадобилося б 4,3 млн років. Приблизно за такий час праця перетворила пітекантропа, а потім і неандертальця на людини. Тепер кожному українцю знову відведені мільйони років, але вже для перетворення людини на олігарха.

### Методика оцінювання
Оцінка активів найбагатших українців проводилася Корреспондентом спільно з інвестиційною компанією Dragon Capital. У ході підготовки рейтингу ми з'ясовували структуру власності найбільших українських компаній. Враховували всю доступну офіційну інформацію про власників цих компаній, використовуючи публічні висловлювання учасників рейтингу, дані інвестиційних меморандумів, які видають компанії під час випуску корпоративних облігацій або первинного розміщення своїх акцій, дані з бірж і Держкомісії з цінних паперів та фондового ринку, а також інші офіційні джерела. Потім експерти Dragon Capital проводили безпосередню оцінку активів. При цьому дотримувалися наступних принципів: оцінювалися активи людей;
оскільки українські підприємці часто записують свої акції на найближчих родичів, фахівці підсумовували всі активи, які оформлені на родичів глави сім'ї, якщо ті не беруть активної участі в управлінні своїм майном;
для компаній, де частка акцій була продана або куплена, використовували оприлюднену вартість операції для оцінки всієї компанії;
для компаній, які публічно торгують на українських чи іноземних біржах, аналітики використовували їхню поточну капіталізацію станом на травень 2010 року.
Сталося кілька нововведень у методології. По-перше, раніше, якщо бізнесмен продав свої активи, то вже через шість місяців Dragon Capital не рахував отримані кошти, оскільки їх майже ніколи не можна відстежити. А тепер ми враховуємо цей капітал, зменшуючи його пропорційно терміну давності. І головне, для українських компаній, які торгуються на провідних фондових біржах Європи, аналітики, як і раніше, використовували їхню поточну капіталізацію (на листопад 2012 року). Але оскільки український фондовий ринок сильно стиснувся, він уже не може бути індикативом вартості. Тому, як і у випадку із закритими компаніями, Dragon Capital застосовував метод порівняльної оцінки. Він базується на оціночних коефіцієнтах вартості аналогічних українських або зарубіжних компаній (які оперують в тому самому секторі і мають схожу структуру доходів) на основі їхньої поточної ринкової капіталізації та відповідних дисконтів для обліку оціночних, суверенних, корпоративних та інших ризиків.
Крім того, Корреспондент звертався до фігурантів рейтингу, щоб уточнити перелік належних їм активів. Якщо учасники рейтингу повідомляли про себе інформацію, якої не було у відкритих джерелах, редакція враховувала її і вносила в розрахунки відповідні корективи.

### Рейтинг 100 найзаможніших Українців
| Місце в рейтингу | Ім'я                             | Вік, сімейний стан                                                    | $ млн у 2012 | $ млн у 2011 | Сфера інтересів                     | Основні активи, держпосада протягом року |
| 1                | Рінат Ахметов                    | 46 років, одружений, є двоє синів                                     | 17800        | 25600        | металургія                          |                                          |
| 2                | Ігор Коломойський                | 49 років одружений, є двоє дітей                                      | 3400         | 6200         | металургія                          |                                          |
| 3                | Вадим Новинський                 | 49 років, одружений, є четверо дітей                                  | 3300         | -            | металургія                          |                                          |
| 4                | Геннадій Боголюбов               | 50 років, одружений, є п'ятеро дітей                                  | 3250         | 6600         | металургія                          |                                          |
| 5                | Дмитро Фірташ                    | 47 років, одружений, є троє дітей                                     | 3200         | 2250         | хімпром                             |                                          |
| 6                | Віктор Пінчук                    | 51 рік, виховує сина і трьох дочок                                    | 3190         | 5900         | металургія                          |                                          |
| 7                | Віктор Нунсенкіс                 | 58 років, одружений, має двох дітей                                   | 1700         | 2900         | металургія                          |                                          |
| 8                | Олег Бахматюк                    | 38 років, одружений, є три доньки і син                               | 1600         | 2200         | агробізнес                          |                                          |
| 9                | Костянтин Жеваго                 | 38 років, одружений, є син і дочка                                    | 1500         | 3200         | металургія                          |                                          |
| 10               | Олексій Мартинов                 | 46 років, одружений, двоє дітей                                       | 1460         | 1520         | металургія                          |                                          |
| 11               | Петро Порошенко                  | 46 років, одружений, є двоє синів і дві доньки                        | 1300         | 980          | харчопром, машинобудування          |                                          |
| 12               | Юрій Косюк                       | 44 роки, одружений, є син                                             | 1100         | 1300         | АПК                                 |                                          |
| 13               | Олександр Ярославський           | 52 роки, одружений, четверо дітей                                     | 940          | 1200         | будівництво                         |                                          |
| 14               | Олексій Вадатурський             | 64 роки, одружений, є син                                             | 860          | 1500         | АПК                                 |                                          |
| 15               | Сергій Тігіпко                   | 52 роки, одружений, є четверо дітей                                   | 785          | 535          | фінанси                             |                                          |
| 16               | Олег Мкртчан                     | 46 років, одружений, є троє синів і донька                            | 753          | 730          | металургія                          |                                          |
| 17               | Сергій Тарута                    | 57 років, одружений, має двох доньок                                  | 751          | 730          | металургія                          |                                          |
| 18               | Юрій Іванющенко                  | 52 роки, одружений, виховує доньку та двох синів                      | 645          | —            | вугільна промисловість              |                                          |
| 19               | Володимир Бойко                  | 74 роки, одружений, є донька.                                         | 585          | 300          | металургія                          |                                          |
| 20               | Григорій та Ігор Суркіси         | 63 роки, одружений, є син і донька                                    | 574          | 263          | енергетика                          |                                          |
| 21               | Андрій Веревський                | 38 років, одружений, є двоє синів і дочка                             | 570          | 716          | АПК                                 |                                          |
| 22               | В'ячеслав Богуслаєв              | 74 роки, одружений, є син                                             | 544          | 704          | авіабудування                       |                                          |
| 23               | Святослав Нечитайло              | 38 років                                                              | 538          | 476          | харчпром                            |                                          |
| 24               | Іван Гута                        | 56 років, одружений, є двоє синів і дочка                             | 536          | 918          | АПК                                 |                                          |
| 25               | Борис Колесніков                 | 50 років, одружений, є син і дочка                                    | 470          | 448          | АПК                                 |                                          |
| 26               | Валерій Хорошковський            | 43 роки, одружений, є двоє синів і дочка                              | 395          | 599          | мас-медіа                           |                                          |
| 27               | Анатолій Юркевич                 | 44 роки, одружений, є двоє синів і дочка                              | 390          | 548          | АПК                                 |                                          |
| 28               | Володимир Костельман             | 40 років, є дочка                                                     | 384          | 350          | торгівля                            |                                          |
| 29               | Віталій Гайдук                   | 55 років, одружений, є син і дочка                                    | 340          | 481          | мас-медіа                           |                                          |
| 30               | Олександр Фельдман               | 52 роки, одружений, виховує сина                                      | 291          | 291          | рітейл                              |                                          |
| 31               | Галина та Олександр Гереги       | 53 роки, одружена, є син                                              | 288          | 407          | АПК                                 |                                          |
| 32               | Євген Сігал                      | 57 років, одружений є донька                                          | 288          | 407          | АПК                                 |                                          |
| 33               | Сергій та Олександр Буряки       | 46 років, одружений, є син і донька                                   | 280          | 288          | фінанси                             |                                          |
| 34               | Василь Хмельницький              | 46 років, одружений, є двоє синів                                     | 275          | 289          | нерухомість                         |                                          |
| 35               | Євгеній Черняк                   | 43 роки, одружений, є троє синів                                      | 270          | 447          | харчпром                            |                                          |
| 36               | Вадим Єрмолаєв                   | 45 років, одружений, є син                                            | 265          | 332          | рітейл                              |                                          |
| 37               | Віталій Антонов                  | 49 років, одружений, є дві доньки і син                               | 264          | 356          | нафтопереробка                      |                                          |
| 38               | Андрій Адамовський               | 40 років                                                              | 263          | 131          | рітейл                              |                                          |
| 39               | Микола Лагун                     | 39 років, неодружений                                                 | 260          | 119          | фінанси                             |                                          |
| 40               | Микола Янковський                | 68 років, одружений, є син і дочка                                    | 256          | 522          | фармацевтика                        |                                          |
| 41               | Геннадій Буткевич                | 54 роки, одружений, є двоє дітей                                      | 245          | 226          | торгівля                            |                                          |
| 42               | Віктор Карачун                   | 46 років, одружений, є двоє дітей                                     | 245          | 226          | торгівля                            |                                          |
| 43               | Євген Єрмаков                    | 51 рік, одружений, є двоє дітей                                       | 245          | 226          | торгівля                            |                                          |
| 44               | Юхим Звягільський                | 79 років, одружений, є дочка                                          | 240          | 504          | гірничо-збагачувальна промисловість |                                          |
| 45               | Георгій Скудар                   | 70 років, одружений, має двох доньок                                  | 215          | 438          | важке машинобудування               |                                          |
| 46               | Антон Пригодський                | 62 роки, одружений, є двоє синів                                      | 210          | 276          | транспорт                           |                                          |
| 47               | Олександр Кардаков               | 48 років, одружений, є двоє синів                                     | 209          | 280          | ІТ                                  |                                          |
| 48               | Олег Сотников                    | 40 років, одружений, має двох синів                                   | 196          | 158          | торгівля                            |                                          |
| 49               | Роман Чигир                      | 38 років, розлучений, має двох синів                                  | 196          | 158          | торгівля                            |                                          |
| 50               | Станіслав Роніс                  | 48 років, одружений, має двох дітей                                   | 188          | 96           | торгівля                            |                                          |
| 51               | Віктор Іванчик                   | 55 років, одружений, має двох доньок                                  | 186          | 269          | АПК                                 |                                          |
| 52               | Андрій Іванов                    | 47 років, одружений, є двоє синів                                     | 184          | 145          | нерухомість                         |                                          |
| 53               | Таріел Васадзе                   | 65 років, одружений, є син і донька                                   | 180          | 297          | автопром                            |                                          |
| 54               | Філя Жебрівська                  | 62 роки, неодружена                                                   | 167          | 138          | фармацевтика                        |                                          |
| 55               | Вадим і Володимир Трофименки     | 51 рік, одружений, є четверо дітей 46 років одружений, є син і донька | 147          | 108          | будівництво                         |                                          |
| 56               | Ігор Єремеєв                     | 44 роки, одружений, є двоє синів                                      | 145          | 312          | нафтопереробка                      |                                          |
| 57               | Степан Івахів                    | 44 роки, одружений, є син і дочка                                     | 145          | 312          | нафтопереробка                      |                                          |
| 58               | Віктор Вишневецький              | 44 роки, одружений                                                    | 144          | -            | вугільна промисловість              |                                          |
| 59               | Володимир Загорій                | 60 років, одружений, є син і донька                                   | 143          | 124          | фармацевтика                        |                                          |
| 60               | Ігор Баленко                     | 54 роки, одружений, є двоє дітей                                      | 142          | 202          | торгівля                            |                                          |
| 61               | Олександр Янукович               | 39 років, одружений, має двох синів                                   | 133          | 130          | будівництво                         |                                          |
| 62               | Андрій та Сергій Клюєви          | 48 років, одружений, має трьох дітей, ?                               | 130          | 140          | енергетика                          |                                          |
| 63               | Всеволод Кожем'яко               | 40 років, одружений, має двох дочок.                                  | 123          | 126          | АПК                                 |                                          |
| 64               | Ігор Гуменюк                     | 51 рік, одружений, має трьох дітей.                                   | 121          | 136          | гірничо-видобувна промисловість     |                                          |
| 65               | Ігор Дворецький                  | 49 років, має дочку.                                                  | 120          | 458          | металургія                          |                                          |
| 66               | Олександр Петров                 | 52 роки, одружений.                                                   | 111          | 84           | харчпром                            |                                          |
| 67               | Леонід Климов                    | 59 років, одружений, має сина і двох дочок.                           | 108          | 92           | фінанси                             |                                          |
| 68               | Микола Толмачов                  | 51 рік, одружений, має трьох дітей.                                   | 102          | 248          | будівництво                         |                                          |
| 69               | Артур Абдінов                    | 53 роки, одружений, має двох синів і дочку                            | 101          | 425          | металургія                          |                                          |
| 70               | Павло Климець                    | 45 років, одружений, має двох синів і дочку                           | 100          | 258          | харчпром                            |                                          |
| 71               | Роман Лунін                      | 47 років, одружений, є син і дві доньки                               | 96           | 182          | торгівля                            |                                          |
| 72               | Сергій Кий                       | 43 роки, неодружений, є син                                           | 93           | 81           | гірничо-видобувна промисловість     |                                          |
| 73               | Валерій Кравець                  | 56 років, одружений, є діти                                           | 92           | 52           | харчпром                            |                                          |
| 74               | Володимир Авраменко              | 53 роки, одружений, двоє синів                                        | 92           | 78           | харчпром                            |                                          |
| 75               | Петро Димінський                 | 58 років, одружений, є двоє дітей                                     | 90           | -            | енергетика                          |                                          |
| 76               | Сергій Лагур                     | 50 років, є четверо дітей                                             | 90           | -            | енергетика                          |                                          |
| 77               | Ольга та Євген Куценки           | Обом по 44 роки                                                       | 88           | 98           | харчпром                            |                                          |
| 78               | Сергій Касьянов                  | 46 років, одружений                                                   | 78           | -            | АПК                                 |                                          |
| 79               | Валентин Ландик                  | 66 років, одружений, є двоє дітей                                     | 75           | 118          | виробництво побутової техніки       |                                          |
| 80               | Олег Гросман                     | 55 років                                                              | 72           | 145          | харчпром                            |                                          |
| 81               | Юрій Родін                       | 62 роки, одружений, має двох дітей                                    | 72           | 122          | фінанси                             |                                          |
| 82               | Валерій Маковецький              | 51 рік, одружений, має чотирьох дітей.                                | 69           | 49           | торгівля                            |                                          |
| 83               | Геннадій Виходцев                | 52 роки, одружений, має трьох дітей                                   | 69           | 49           | торгівля                            |                                          |
| 84               | Яків Грібов                      | 48 років одружений, має двох дітей                                    | 63           | 140          | харчпром                            |                                          |
| 85               | Володимир Вагоровський           | 47 років, одружений, має дочку                                        | 59           | -            | торгівля                            |                                          |
| 86               | Юрій Журавльов                   | 54 роки, одружений, має сина                                          | 58           | 194          | АПК                                 |                                          |
| 87               | Федір Шпиг                       | 56 років, одружений, має двох синів                                   | 57           | 144          | харчпром                            |                                          |
| 88               | Борис Бєліков                    | 43 роки, одружений, має двох дітей.                                   | 56           | -            | АПК                                 |                                          |
| 89               | Віталій Вересенко                | 44 роки, одружений, має двох дітей                                    | 56           | -            | АПК                                 |                                          |
| 90               | Олександр Пилипенко              | 57 років, одружений, має сина                                         | 54           | -            | будівництво                         |                                          |
| 91               | Тетяна Засуха                    | 48 років, одружена, має сина                                          | 54           | -            | агробізнес                          |                                          |
| 92               | Анатолій Кіпіш                   | 46 років                                                              | 53           | 123          | харчпром                            |                                          |
| 93               | Віталій Кличко, Володимир Кличко | 41 рік, одружений, має трьох дітей; 36 років, неодружений             | 50           | 55           | спорт                               |                                          |
| 94               | Олександр Деркач                 | 52 роки, одружений, має двох синів                                    | 47           | 144          | харчпром                            |                                          |
| 95               | Анатолій Гіршфельд               | 55 років, одружений, має двох синів                                   | 46           | 56           | машинобудування                     |                                          |
| 96               | Олег Баришевський                | 47 років                                                              | 46           | 58           | логістика                           |                                          |
| 97               | Іван Аврамов                     | 47 років                                                              | 46           | -            | вугільна промисловість              |                                          |
| 98               | Володимир Константінов           | 56 років, одружений, має двох дітей                                   | 45           | 207          | будівництво                         |                                          |
| 99               | Олександр Роднянський            | 51 рік, одружений, має сина і дочку                                   | 44           | 83           | мас-медіа                           |                                          |
| 100              | Володимир Шаповалов              | 44 роки, одружений, має трьох дочок                                   | 40           | 50           | торгівля                            |                                          |